# Mangora mapia
Mangora mapia là một loài nhện trong họ Araneidae.
Loài này thuộc chi Mangora. Mangora mapia được Herbert Walter Levi miêu tả năm 2007.